# Artjom Alexandrowitsch Uschakow
Artjom Alexandrowitsch Uschakow (russisch Артём Александрович Ушаков; * 24. November 1983 in Uljanowsk) ist ein russischer Biathlet.
Artjom Alexandrowitsch Uschakow lief 2004 seine ersten internationalen Junioren-Rennen im Rahmen des Biathlon-Europacups. In der Haute-Maurienne nahm er im selben Jahr bei seinen einzigen Junioren-Weltmeisterschaften teil und wurde 13. des Einzels und Sechster in Sprint und Verfolgung. Mit Alexander Kudriaschew, Wladimir Schemelow und Wladislaw Moissejew gewann er hinter den Staffeln aus Deutschland und Tschechien die Bronzemedaille. In Minsk nahm Uschakow kurz darauf auch noch an den Junioren-Europameisterschaften teil und wurde dort 15. des Einzels, Sechster im Sprint und Zehnter des Verfolgungsrennens.
Seit 2004 startete Uschakow im Biathlon-Europacup bei den Männern. Sein erstes Rennen, ein Einzel, bestritt er in Obertilliach und wurde Elfter. Sein bestes Ergebnis in der Rennserie wurde ein 2005 erreichter fünfter Rang bei einem Sprint in Windischgarsten. Nach 2005 dauerte es bis 2009, dass Uschakow erneut im Europacup, der nun IBU-Cup hieß, starten konnte, ohne sein bestes bisheriges Resultat bislang verbessern zu können. Im IBU-Sommercup 2009 konnte er bei einem Rollski-Sprint hinter Michail Kotschkin Rang zwei erreichen. Zweimal nahm der Russe bislang an Großereignissen im Leistungsbereich teil. bei den Biathlon-Europameisterschaften 2006 in Langdorf wurde er im Einzel eingesetzt, bei dem er den zehnten Platz erreichte, 2007 in Bansko lief er in derselben Disziplin auf Platz 28. 2008/09 und erneut 2010/11 gehört Uschakow dem russischen Nationalteam an, ohne jedoch lange Zeit ein Weltcup-Rennen bestritten zu haben. In Presque Isle konnte Uschakow 2011 bei einem Sprintrennen sein Weltcup-Debüt feiern und belegte den 66. Platz.
National konnte Uschakow mit seinen Mitstreitern Witali Norizyn, Sergei Kljatschin und Maxim Ichsanow bei den Russischen Meisterschaften im Biathlon 2009 in Uwat die Goldmedaille im Staffelwettkampf gewinnen. Auch 2010 konnte er mit Marsel Scharipow, Wladimir Semakow und Wiktor Wassiljew für die Republik Mordowien startend Gold gewinnen.

## Biathlon-Weltcup-Platzierungen
Die Tabelle zeigt alle Platzierungen (je nach Austragungsjahr einschließlich Olympische Spiele und Weltmeisterschaften).
- 1.–3. Platz: Anzahl der Podiumsplatzierungen
- Top 10: Anzahl der Platzierungen unter den ersten zehn (einschließlich Podium)
- Punkteränge: Anzahl der Platzierungen innerhalb der Punkteränge (einschließlich Podium und Top 10)
- Starts: Anzahl gelaufener Rennen in der jeweiligen Disziplin

| Platzierung                      | Einzel | Sprint | Verfolgung | Massenstart | Staffel | Gesamt |
| -------------------------------- | ------ | ------ | ---------- | ----------- | ------- | ------ |
| 1. Platz                         |        |        |            |             |         |        |
| 2. Platz                         |        |        |            |             |         |        |
| 3. Platz                         |        |        |            |             |         |        |
| Top 10                           |        |        |            |             |         |        |
| Punkteränge                      |        |        |            |             |         |        |
| Starts                           |        | 2      |            |             |         | 2      |
| Stand: nach der Saison 2010/2011 |        |        |            |             |         |        |